# Équipe du Gabon masculine de volley-ball
L'équipe du Gabon de volley-ball  est l'équipe nationale qui représente le Gabon dans les compétitions internationales de volley-ball.
La sélection est neuvième du Championnat d'Afrique masculin de volley-ball 2009.